# Émilie Blanquefort
Émilie Blanquefort née le 6 mai 1988 à Bordeaux, est une coureuse cycliste professionnelle française.

## Palmarès sur route
- 2006
  -  Championne de France sur route juniors
  - 3e du championnat de France du contre-la-montre juniors
- 2007
  - Classic Féminine de Vienne Nouvelle-Aquitaine
  - 5e du coupe de France sur route
- 2008
  - 2e du championnat de France sur route espoirs
  - 2e du La Mérignacaise
- 2009
  - 7e du coupe de France sur route

## Palmarès sur piste

### Championnats nationaux
- 2008
  - 2e de la course aux points
- 2011
  - 2e de la course aux points